# Хајланд Лејк (Алабама)
Хајланд Лејк (енгл. Highland Lake) град је у америчкој савезној држави Алабама. По попису становништва из 2010. у њему је живело 412 становника.

## Демографија
Према попису становништва из 2010. у граду је живело 412 становника, што је 4 (1,0%) становника више него 2000. године.
| Група             | 2000.       | 2010.       |
| Белци             | 394 (96,6%) | 404 (98,1%) |
| Афроамериканци    | 1 (0,2%)    | 0 (0,0%)    |
| Азијати           | 3 (0,7%)    | 1 (0,2%)    |
| Хиспаноамериканци | 3 (0,7%)    | 3 (0,7%)    |
| Укупно            | 408         | 412         |